# Alphitophagus
Alphitophagus är ett släkte av skalbaggar som beskrevs av Stephens 1832. Alphitophagus ingår i familjen svartbaggar.
Släktet innehåller bara arten Alphitophagus bifasciatus.

## Bildgalleri

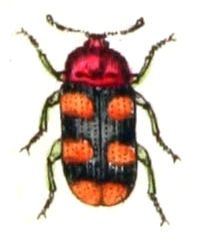